# الفقيه ناجي (السبرة)

تعديل مصدري - تعديل

الفقيه ناجي محلة تابعة لقرية حلاكة، التابعة لعزلة مطاية بمديرية السبرة إحدى مديريات محافظة إب في الجمهورية اليمنية.، بلغ تعداد سكانها 176 حسب تعداد اليمن لعام 2004.